# 3804 Drunina
3804 Drunina (1969 TB2) là một tiểu hành tinh vành đai chính được phát hiện ngày 8 tháng 10 năm 1969 bởi Chernykh, L. ở Nauchnyj.